# Kirkernes Verdensråd
 Denne artikel bør gennemlæses af en person med fagkendskab for at sikre den faglige korrekthed.

 Der er for få eller ingen kildehenvisninger i denne artikel, hvilket er et problem. Du kan hjælpe ved at angive troværdige kilder til de påstande, som fremføres i artiklen.

Kirkernes Verdensråd (KV) er et internationalt, økumenisk fællesskab af kristne kirker, som omfatter over 340 kirker fra mere end 120 lande. KV blev stiftet i 1948 i Amsterdam og tæller i dag over 400 mio. kristne fra stort set alle kristne traditioner og fra alle verdens kontinenter. 

## Formålet
Gennem møder, dialog og samarbejde arbejder KV for at fremme den økumeniske bevægelse.
I KVs vedtægter står der:

”Det grundlæggende formål for fællesskabet af kirker i KV er at kalde hinanden sammen til synlig enhed i én tro og ét nadverfællesskab, udtrykt i gudstjeneste og fælles liv i Kristus, gennem vidnesbyrd og tjeneste for verden, og at gå fremad mod denne enhed for at verden kan komme til tro.”

## KV ønsker
- At fordybe fællesskabet mellem de kristne kirker og menigheder.
- At gøre fællesskabet mellem kirker til grundlag for tilgivelse og indbyrdes forsoning, så de kristne kirker og menigheder kan anerkende hinanden som sande udtryk for ”den ene, hellige, almindelige og apostolske kirke”.
- At gøre fællesskabet mellem kirker til grundlag for fællesskab om gudstjeneste og sakramenter.
- At gøre fællesskabet mellem kirker til grundlag for samarbejde i mission og nødhjælp.
- At de kristne kirker i fællesskabet kan hjælpe hinanden i forhold til mennesker af anden tro.

KV arbejder ikke for:
- At bygge en global ’super-kirke’.
- At ensrette forskellige former for kirkeliv.

## Medlemmer
KV består i dag af over 340 medlemskirker fra mere end 120 lande. 
I Danmark er Baptistkirken og Folkekirken medlemmer af KV. Danske Kirkers Råd er associeret medlem af KV. Det mellemkirkelige Råd varetager folkekirkens kontakt til KV.
Den romersk-katolske kirke er ikke medlem af KV, men har arbejdet tæt sammen med KV siden 1960’erne. Den romersk katolske kirke er dog medlem af et af KVs arbejdsområder, nemlig Faith and Order (Tro og Kirkeordning).

## Struktur
Det daglige arbejde udføres af ansatte i KVs sekretariat i Det økumeniske Center i Genève. Her deler KV hovedkvarter med bl.a. Det lutherske Verdensforbund,Konferencen for Europæiske Kirker og Verdensalliancen af Reformerte Kirker.
Generalforsamlingen er KVs højeste myndighed. Den mødes hvert syvende år for at evaluere de foregående års arbejde og udstikke retningslinjer for den kommende periodes virksomhed. Alle medlemskirker inviteres til at sende repræsentanter, også kaldet delegater, til generalforsamlingen, hvor central- og eksekutivkomiteen vælges. Her vælges også KVs otte præsidenter. 
Seneste generalforsamling fandt sted i Porto Alegre i Brasilien i februar 2006. 
Centralkomiteen er højeste myndighed i perioden mellem generalforsamlingerne. Den har 150 medlemmer og mødes normalt én gang hvert 1-1½ år. Centralkomiteen vælger formand, vice-formænd og generalsekretær og har det overordnede ansvar for, at generalforsamlingens beslutninger føres ud i livet. Desuden fastlægges KVs budget af centralkomiteen. Nuværende centralkomite har to danske medlemmer: domprovst Anders Gadegaard fra folkekirken og biskop Sofie Petersen fra Den grønlandske Kirke.
Eksekutivkomiteen vælges af centralkomiteen. Den har 24 medlemmer og mødes normalt halvårligt for at følge det daglige arbejde i KVs stab, KVs forskellige programmer og økonomi. Eksekutivkomiteen er sagsforberedende for centralkomiteen og fremlægger anbefalinger til konkrete beslutninger. Domprovst Anders Gadegaard er medlem af eksekutivkomiteen som formand for KVs finanskomite.
Formand for centralkomiteen: 

Biskop Walter Altmann fra den lutherske kirke i Brasilien
Generalsekretær: 

Pastor, Dr. Sam Kobia, Kenya.

## Særlige projekter

### Tiår mod vold
Tiåret mod vold udspringer af KVs engagement i arbejdet for retfærdighed, fred og skaberværkets integritet. På generalforsamlingen i 1998 i Harare, Zimbabwe, ved udgangen af det mest voldelige århundrede i menneskehedens historie, forpligtede kirkerne sig til en pilgrimsrejse for fred ved at gøre 2001-2010 til et årti mod vold. Generalforsamlingen opfordrede kirker og menigheder til at arbejde sammen om at overvinde vold gennem fred, retfærdighed og forsoning. 
I tiåret mod vold gennemfører KV
- Studier i voldens strukturelle og kulturelle rødder
- Kampagner mod overtræderne og voldens instrumenter
- Uddannelsesforløb om menneskets og livets værd
- Liturgisk, bibelsk og teologisk fornyelse
- Netværksdannelse

## Kommissioner og arbejdsenheder

### Faith and Order(Tro og Kirkeordning)
Mandat:	At arbejde for kirkens synlige enhed. 
Kommissionen arbejder primært ved at sammenkalde teologer og gejstlige fra de forskellige konfessioner til økumeniske møde og studiegrupper, hvor der kan arbejdes med kirke-adskillende spørgsmål og kirke-forenende muligheder.

### Mission and Evangelism
Mandat: At samarbejde med kirkerne mod en dybere forståelse af og stærkere engagement og deltagelse i Guds mission i vores verden i dag.
Arbejdet med kirkens mission er centralt for KV. Det omfatter bl.a. studier i forholdet mellem verdens kulturer og det kristne evangelium, programmer der kan støtte kirkens solidaritet med fattige og marginaliserede grupper og hjælpeprogrammer mod HIV/AIDS. 
I Danmark samarbejder især Dansk Missionsråd, men også de enkelte missionsselskaber, med denne arbejdsenhed.
Mellem hver generalforsamling arrangeres en verdensmissionskonference. I maj 2005 afholdes den næste i Athen. 

### Education and Ecumenical Formation
Mandat: At arbejde med økumeniske uddannelse af præster og lægfolk. 
På Bossey (KVs studiecenter) udenfor Genève, tilbydes en række økumeniske kurser.
Danske Kirkers Råd arrangerer hvert år studiekurser for unge kirkelige ledere til Bossey.

### International Relations
Mandat: At opgave at informere og rådgive KVs sekretariat og forskellige organer, medlemskirker og associerede organisationer om internationale problemer.
KV forsøger at hjælpe medlemskirkerne til at orientere sig og finde et økumenisk svar i forhold til internationale konfliktsituationer som fx den internationale terror, Israel/Palæstina, Indonesien/Øst-Timor, Kosovo, Zimbabwe, verdens flygtninge. 

### Justice, Peace, and Creation
Mandat: At gennemføre teologisk, politisk og økonomisk analyse af de forhold, der kan føre til krig, uretfærdighed og miljøkatastrofe for derefter at opfordre kirkerne til at arbejde for en ændret praksis.
Temaer: menneskerettigheder, integration af indvandrere og flygtninge, den økonomiske ulighed mellem nord og syd
Regional Relations and Ecumenical Sharing
Mandat: at kanalisere bistandsmidler og tjenesteydelser mellem kirkerne, især fra nord til syd, under fastholdelse af et ligeværdighedsaspekt.
Hjælpearbejde har altid været en del af KVs arbejde, både som akut nødhjælp i katastrofesituationer og som langsigtet hjælp til selvhjælp. 
I Danmark er det især Folkekirkens Nødhjælp, der bidrager til dette arbejde. 

### Interreligious Relations and Dialogue
Mandat: At fremme kontakten mellem kristne og deres naboer fra andre religioner gennem især multi-lateral og bilateral dialog med det formål at opbygge tillid på tværs af religionerne, at stå sammen om fælles udfordringer og at adressere religiøse konflikter. 
Temaer: sekularisering, religiøs pluralisme, kristen-jødisk-muslimsk dialog om Jerusalem, proselytisme, religiøs ekstremisme, kastesystemet, menneskerettigheder

### Kommissionen om ortodoks deltagelse i KV
Det økumeniske arbejde omfatter mange forskellige kirker med vidt forskellige traditioner. De to store grupper i KV er de protestantiske og de ortodokse kirker, som på en række områder ligger langt fra hinanden i f.eks. kirke- og gudstjenesteforståelse.
De ortodokse kirker, har altid 1/4 af pladserne i KVs kommissioner og komiteer. De har gennem længere tid oplevet at når der skulle træffes beslutninger på generalforsamlingen og i andre organer er det i stigende omfang sket ved flertalsafgørelser hvor de på forhånd synes at de vil være i mindretal. De ortodokse kirker har en tradition for at træffe beslutninger med konsensus, og de følte sig derfor mere og mere fremmede over for arbejdsformen i KV. På samme tid lægger de ortodokse kirker stor vægt på den rette liturgi og liturgiens enhed. Meget af den liturgiske fornyelse som den økumeniske bevægelse er blevet kendt for består i at tage dele fra forskellige traditioner og samle dem i en ny helhed. Også dét gjorde, at de ortodokse oplevede sig marginaliserede i KVs arbejde.
På den baggrund besluttede KVs generalforsamling i Harare i 1998 at nedsætte en special kommission til at arbejde med de ortodokse kirkers plads og rolle i KV. Fra dansk side har dr.theol. Anna Marie Aagaard deltaget i dette arbejde. Kommissionen afsluttede sit arbejde i 2002, og et af resultaterne er, at beslutninger for fremtiden skal træffes med konsensus, hvilket de protestantiske kirker viste sig at støtte helhjertet, ikke mindst fordi flere og flere protestantiske kirker også arbejder efter en konsensusmetode, der ikke altid skaber en taber og en vinder, men forsøger at finde den fælles vej fremad.